# Franciszek Fikus
Franciszek (Franz) Fikus (ur. 15 kwietnia 1930 w Tarnowie Opolskim, zm. 5 września 2005 w Norymberdze) – polski inżynier, profesor zwyczajny, twórca polskiej elektrotermii i magnetohydrodynamiki, wykładowca na polskich i niemieckich uczelniach, pod koniec życia pisarz historyczny.

## Życiorys
Studiował na gliwickim Wydziale Elektrycznym Politechniki Śląskiej (dyplom w 1955 ze specjalnością maszyny elektryczne). Po studiach rozpoczął pracę w hucie „Baildon” w Katowicach, by w 1961 przenieść się na stanowisko głównego energetyka w Hucie Batory w Chorzowie.
Praca w przemyśle umożliwiła mu prowadzenie badań i eksperymentów, które zostały uwieńczone w 1967 obroną pracy doktorskiej na Politechnice Śląskiej pod tytułem „Analiza rozkładu pola magnetycznego w nagrzewnicy indukcyjnej”. Promotorem pracy był prof. Władysław Paszek. W kwietniu 1970 otrzymał stanowisko docenta na Wydziale Metalurgicznym Politechniki Śląskiej w Katowicach. Kierował tam Katedrą Elektrotermii, która zajmowała się oddziaływaniem pól magnetycznych na ciekłe metale. W 1975 uzyskał stopień doktora habilitowanego, a trzy lata później, w 1978, otrzymał tytuł profesora zwyczajnego. W 1981 przeprowadził się do Niemiec, gdzie wykładał na Uniwersytecie Technicznym w Düsseldorfie oraz w Fachhochschule Giessen-Friedberg. Zmarł 5 września 2005 w Norymberdze. Został pochowany na cmentarzu w rodzinnym Tarnowie Opolskim. 
Był przewodniczącym centralnej sekcji elektrotermii hutniczej przy Stowarzyszeniu Inżynierów i Techników Przemysłu Hutniczego. Członek Międzynarodowej Unii Elektrotermii (UIE) w Paryżu oraz Polskiego Komitetu Elektrotermii. Po przejściu na emeryturę w 2000 zajmował się pisaniem książek historycznych o dziejach starożytnego Izraela.
Był mężem Renaty Schumann, ojcem Sebastiana Fikusa oraz Małgorzaty (Maugi) Hausherr. Kuzyn Mariana Fikusa.
Publikacje:
- Urządzenia magnetohydrodynamiczne w odlewniach i hutach (wraz z Tadeuszem Wieczorkiem), Wydawnictwo Śląsk, Katowice 1979.
- David. König und Gejagter, Münster 2003, ISBN 978-3-87067-984-2